# Gare de Bourg-Lastic - Messeix
Pour les articles homonymes, voir Gare de Bourg.
La gare de Bourg-Lastic - Messeix est une gare ferroviaire française fermée de la ligne d'Eygurande - Merlines à Clermont-Ferrand, située sur le territoire de la commune de Messeix, limitrophe de celle de Bourg-Lastic, dans le département du Puy-de-Dôme en région Auvergne-Rhône-Alpes.
Halte voyageurs de la Société nationale des chemins de fer français (SNCF) desservie par des trains régionaux jusqu'au 5 juillet 2014, elle est fermée depuis le 6 juillet 2014 en raison de la suspension des circulations entre Laqueuille et Eygurandes - Merlines, faute d'entretien.

## Situation ferroviaire
Établie à 698 mètres d'altitude, la gare de Bourg-Lastic - Messeix est située au point kilométrique (PK) 429,686 de la ligne d'Eygurande - Merlines à Clermont-Ferrand, entre les gares ouvertes d'Eygurande - Merlines et de Laqueuille.

## Histoire
La gare est créée à l'occasion de l'ouverture de la ligne d'Eygurande - Merlines à Clermont-Ferrand, en exploitation à partir du 6 juin 1881.

## Service des voyageurs

### Accueil
La gare possède un bâtiment voyageurs qui n'est plus accessible aux voyageurs. Avant sa fermeture en juillet 2014, c'était une halte SNCF, un point d'arrêt non géré (PANG) à accès libre. Depuis, c'est un arrêt routier.

### Dessertes

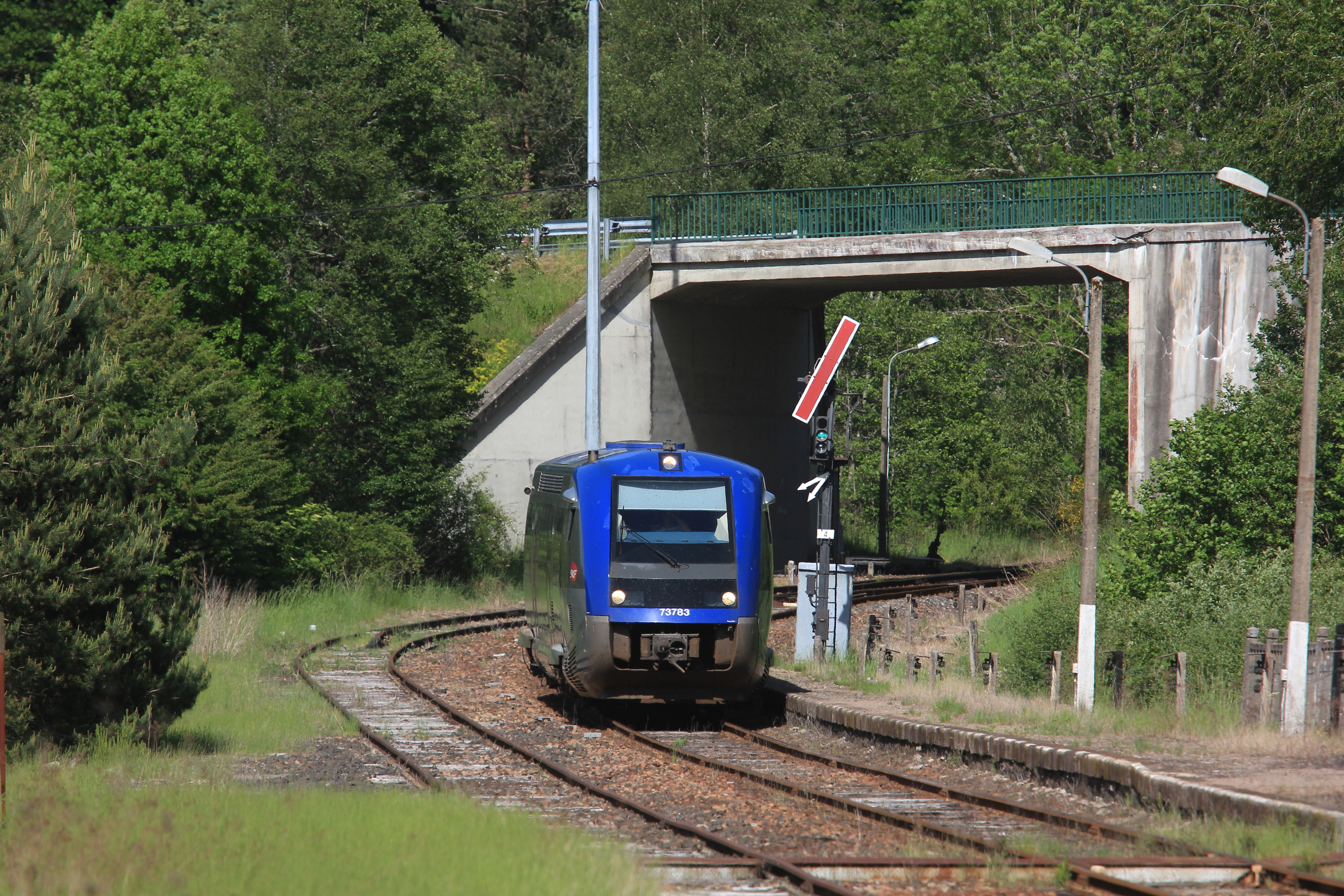
Un TER du type X 73500 entre en gare, en passant au pied d'un sémaphore mécanique.

Bourg-Lastic - Messeix était desservie par les trains régionaux TER Limousin et TER Auvergne de la relation de Clermont-Ferrand - Limoges-Bénédictins, ou Brive-la-Gaillarde.
La fermeture de la section de ligne entre Eygurande et Laqueuille, depuis le 6 juillet 2014, signifie que plus aucun train ne dessert cette gare.

### Intermodalité
Le stationnement des véhicules est possible à proximité de l'ancien bâtiment voyageurs.